# Стоун, Энджи
Э́нджи Сто́ун (англ. Angie Stone; настоящее имя — А́нджела Лаве́рн Бра́ун (англ. Angela Laverne Brown); 18 декабря 1961[…], Колумбия — 1 марта 2025, Монтгомери) — американская R&B и соул-исполнительница, автор песен, пианистка, продюсер. За свои достижения и вклад в развитие R&B и неосоула была дважды номинирована на «Грэмми». Энджи Стоун выступала и в качестве актрисы.

## Биография
В детстве Стоун играла в баскетбол и писала стихи, любила петь песни своих кумиров — Марвина Гэя, Смоки Робинсона, Ареты Франклин, Донни Хатауэя.
Тем временем Энджи Стоун копила деньги на свою первую демозапись, чтобы записать её в местной студии, названной PAW.
Начала свою музыкальную карьеру Стоун, бывшая тогда ещё Энджи Би, в составе женского фанк-трио The Sequence. Кроме Стоун туда входили Гвендолин Крисхольм и Шерил Кук. В 1980 году они записали хит «Funk You Up», который занял 15 позицию в американском хит-параде Black Singles Chart. Хит представлял собой ремейк композиции группы Parliament «Tear the Roof Off the Sucker» (другое название «Funky Sound (Tear the Roof Off)») и «I Don’t Need Your Love». Энджи Стоун сотрудничала с рэперами Mantronix, а позже записала альбом с Ленни Кравицом.
Вскоре она начала работу над созданием неосоул-трио Vertical Hold, и в 1989 году была представлена их работа — гангстерский рэп-сингл «Summertime». Трио выпустило два альбома в 1992 и в 1993 годах, а также ещё один сингл «Seems You’re Much Too Busy», но молодая Стоун решила покинуть коллектив и начать сольную карьеру. В дальнейшем трио прекратило своё существование.
1999 году компания Arista Records издала дебютный альбом Энджи Стоун, Black Diamond, который получил золотой статус в США. Продюсерами альбома стали Ди Анджело, Аарон Фридом, Рекс Райдаут, Али Шахид Мухаммад, Фил Темпл и диджея Юник.
Black Diamond представлял собой удачный сплав фанка, хип-хопа и соула 1990-х годов. Ди Энджело является композитором «No More Rain (In This Cloud)» и «Everyday», а также многих песен альбома Black Diamond. Альбом занял 38 место в Норвегии, 28 в Нидерландах, в США ему досталось 46 место в Billboard 200.
В 2001 году вышел второй студийный альбом, Mahogany Soul, как и первый диск, он тоже стал золотым в Америке. Вскоре Энджи получила свою первую заслуженную награду на премии Soul Train Music Awards как лучшая исполнительница в стиле R&B и соул. В отличие от предшественника, Mahogany Soul занял более высокие позиции в чартах: в Бельгии и Нидерландах 15 место, в Швеции 23, на строчку выше альбом находился в американском Billboard, но самой высокой позиции альбом добился в Финляндии — 5 место. Успешнее всех синглов из альбома был «Wish I Didn’t Miss You», он стал хитом номер один в США, а Великобритании занял 5-е место, кроме того он содержал семплы из песни «Backstabbers», принадлежащей the O’Jays.
В 2002 году Стоун снялась в одном из эпизодов телешоу Girlfriends.
В 2004 году вышел третий студийный альбом, Stone Love, изданный компанией J Records. Также как и предыдущие альбомы Стоун, Stone Love был коммерчески успешен. Только на первой недели было продано 53 000 копий диска.
В 2005 году вышел сборник лучших хитов певицы, Stone Hits: The Very Best of Angie Stone. После выхода Stone Love и Stone Hits: The Very Best of Angie Stone, Энджи Стоун перешла на лейбл Stax, где она начала работу над новым альбомом.
В 2007 году после почти трёхлетнего перерыва вышел четвёртый студийный альбом The Art of Love & War. Он содержал два лучших сингла Стоун — «Baby» и «Sometimes».
Через два года после выхода The Art of Love & War вышел пятый студийный альбом, Unexpected. Он был издан 24 ноября лейблом Stax Records.
Однако, Энджи Стоун не ограничилась развитием только в одном направлении. Она решила сниматься в кино. Стоун снялась в таких фильмах как: «Борьба с искушениями» и «Пастор Браун», а также в телевизионных передачах Moesha, Girlfriends и Lincoln Heights.
1 июня 2012 года Стоун объявила, что её новый сингл называется «Do What U Gotta Do», кроме того она сообщила, что новый альбом Rich Girl будет издан в сентябре 2012 года. В интервью Марку Эдварду Неро из интернет-портала About.com певица сказала, что по звучанию её новый альбом очень похож на Black Diamond и Mahogany Soul.

## Личная жизнь
У Энджи Стоун есть дочь от брака с Родни Стоуном (участником группы Funky Four Plus One). Их дочь родилась в 1984 году, её имя — Даймонд. Также у Энджи есть и сын, который родился от Ди Анджело в 1998 году, его зовут Майкл.
Её дочь в 2008 году подарила ей внука. В 2007 году Даймонд приняла участие в записи сингла Энджи Стоун Baby, она стала бэк-вокалисткой.
Кроме того, Стоун воспитывала двоих детей своего мужа, владельца авиакомпании. Проживала в Атланте со своим мужем Ашанти.

## Гибель
Стоун погибла 1 марта 2025 года в дорожно-транспортном происшествии в Монтгомери, штат Алабама, в возрасте 63 лет. Она и участники её группы ехали в Атланту после концерта в Мобиле, штат Алабама, когда их Mercedes-Benz Sprinter перевернулся и в него врезался 18-колёсный грузовик.

## Дискография

### Студийные альбомы
- Black Diamond (1999)
- Mahogany Soul (2001)
- Stone Love (2004)
- The Art of Love & War (2007)
- Unexpected (2009)
- Rich Girl (2012)

### Сборники
- Stone Hits: The Very Best of Angie Stone (2005)

## Другое
| Год  | Фильм                          | Роль           |
| ---- | ------------------------------ | -------------- |
| 2002 | «Цыпочка»                      | Мадам Мамбуза  |
| 2003 | «Борьба с искушениями»         | Альма          |
| 2008 | «Пойман на месте преступления» | Диана          |
| 2009 | «Пастор Браун»                 | Рик Фредерикс  |
| 2010 | «Школьные девочки»             | Директор Джонс |
| 2011 | «Мечты»                        |                |
| 2012 | «Удивительные девушки»         | Бетти          |

| Год  | Название        | Роль         | Примечания                                                                          |
| ---- | --------------- | ------------ | ----------------------------------------------------------------------------------- |
| 2000 | Moesha          | Энджи Стоун  | «D-Money Loses His Patience» (5 сезон, 22 эпизод)                                   |
| 2002 | Girlfriends     | Дерла Мэйсон | «Blinded by the Lights» (3 сезон, 51 эпизод)                                        |
| 2004 | One on One      | Энджи Стоун  | «It’s a Mad, Mad Hip Hop World» (3 сезон, 92 эпизод)                                |
| 2008 | Lincoln Heights | Октавия      | «Prom Night» (3 сезон, 9 эпизод) «The Ground Beneath Our Feet» (3 сезон, 10 эпизод) |

### Театр
| Год  | Название | Роль                |
| ---- | -------- | ------------------- |
| 2003 | «Чикаго» | Большая мама Мортон |

## Награды и номинации

### Победы
- 2000: Soul Train Lady of Soul Awards: Лучший R&B/соул-сингл. «No More Rain (In This Cloud)».
- 2000: Soul Train Lady of Soul Awards: Лучший R&B/Soul или новый рэп-исполнитель.
- 2004: Edison Award — награда за альбом Stone Love

### Номинации
- 2003: 45-я церемония «Грэмми»: Лучшее вокальное R&B исполнение дуэтом или группой. Сингл «More Than a Woman» (совместно с Джо)
- 2004: 46-я церемония «Грэмми»: Лучшее женское R&B исполнение за сингл «U-Haul».
- 2008: 50-я церемония «Грэмми»: Лучшее вокальное R&B исполнение дуэтом или группой за сингл «Baby» (совместно с Бетти Райт)
- 2008: BET J: Альбом года — The Art of Love & War